# Robert Jasper Grootveld
Robert Jasper Grootveld (né le 19 juillet 1932 à Amsterdam, mort le 26 février 2009 à Amsterdam) était un artiste néerlandais qui se fit principalement connaître pour ses happenings sur le Spui d'Amsterdam, qui inspirèrent le mouvement contestataire Provo qu'il rejoignit par la suite,,. À ce titre, il est considéré comme l'une des figures fondatrices du mouvement hippie amstellodamois.

## Biographie
Grootveld, dont le père était charpentier était le plus jeune enfant d'une famille modeste. Il se fit connaître en 1961 lorsqu'il lança une campagne anti-tabac qui lui valut le surnom de « Magicien anti-tabac » (Antirookmagiër). Passionné par les addictions, qu'il voyait comme une forme de privation de liberté, il dessinait notamment la lettre « K » pour kanker sur les affiches de publicité pour les cigarettes. Paradoxalement, il était lui-même un fumeur invétéré. Le chanteur Ramses Shaffy ou encore l'écrivain Harry Mulisch assistèrent à ses premiers happenings, organisés dans un garage d'Amsterdam. Il mit le feu à ce dernier quelques mois plus tard, ce qui lui valut d'être arrêté.
À partir de 1964, il commença à organiser des happenings sur le Spui d'Amsterdam. Le développement du mouvement Provo, considéré comme un catalyseur de la révolution culturelle néerlandaise à partir de 1965 entraîna alors une répression de ses événements sur le Spui par la police.